# Ute Wieland
Ute Wieland  (* 8. April 1957 in Großbottwar) ist eine deutsche Regisseurin und Drehbuchautorin.

## Leben
Ute Wieland studierte zunächst Germanistik und  Theater- und Kommunikationswissenschaften an der Ludwig-Maximilians-Universität München und wechselte dann  an die Hochschule für Fernsehen und Film München, wo sie heute als freie Dozentin lehrt.
Für ihr Erstlingswerk Tango im Bauch (1983) schrieb sie auch das Drehbuch. 1989 schrieb sie nach Aufforderung des Filmproduzenten Hans W. Geißendörfer nach dem Roman Sterbetage von Hans Werner Kettenbach das Buch zu Im Jahr der Schildkröte und führte Regie. Der Film war für den Deutschen Filmpreis nominiert und Heinz Bennent erhielt ihn in Gold als bester Darsteller.
Neben Arbeiten für das Fernsehen stammen von ihr FC Venus – Angriff ist die beste Verteidigung (2006) und die Jugendbuchverfilmung Freche Mädchen  (2008). Im Sommer 2010 folgte mit Freche Mädchen 2 Wielands nächste Regiearbeit für das Kino.
Wieland ist Mitglied im Verband Deutscher Drehbuchautoren (VDD).

## Filmografie (Auswahl)
- 1983: Tango im Bauch, Buch und Regie
- 1988: Im Jahr der Schildkröte, Buch und Regie
- 1995: Habt euch bitte wieder lieb! (Fernsehfilm)
- 1998: Polizeiruf 110: Hetzjagd (Fernsehfilm)
- 1999: Morgen gehört der Himmel dir (Fernsehfilm)
- 2000: Wie angelt man sich seinen Chef? (Fernsehfilm)
- 2001: Dich schickt der Himmel (Fernsehfilm)
- 2003: Eiskalte Freunde (Fernsehfilm)
- 2004: Italiener und andere Süßigkeiten
- 2005: Miss Texas (Fernsehfilm)
- 2006: FC Venus – Angriff ist die beste Verteidigung
- 2007: Tatort: Fettkiller (Fernsehreihe)
- 2008: Freche Mädchen
- 2009: Die Rebellin (Fernsehfilm)
- 2010: Freche Mädchen 2
- 2012: Deckname Luna (Fernsehfilm)
- 2014: Besser als Nix
- 2017: Tigermilch, Buch und Regie
- 2021: Eisland (Fernsehfilm)
- 2021: Tatort: Blind Date
- 2022: Polizeiruf 110: Black Box
- 2022: Polizeiruf 110: Hexen brennen
- 2024: Unschuldig – Der Fall Julia B.
- 2025: Mordlichter – Tod auf den Färöer Inseln